# Euchlaena mollisaria
Euchlaena mollisaria là một loài bướm đêm trong họ Geometridae.